# Livet (Isère)
Pour les articles homonymes, voir Livet.
Livet est une ancienne commune française du département de l'Isère. La commune n'a connu qu'une brève existence : entre 1790 et 1794, elle fusionne avec Gavet pour former la nouvelle commune de Livet-et-Gavet.

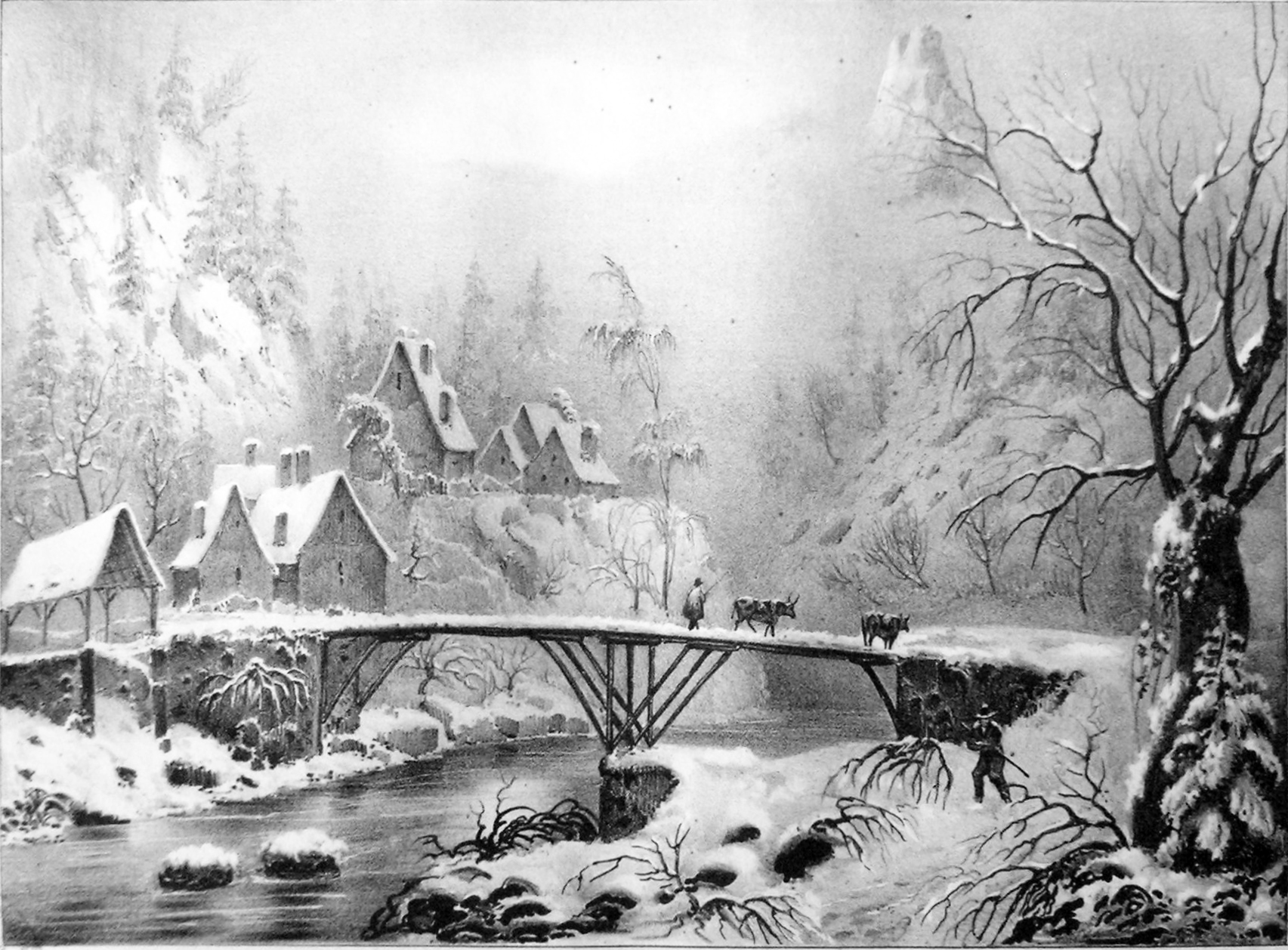
Livet, près de Bourg d'Oisans (Isère), Victor Cassien (1808-1893)

## Patrimoine
Le pavillon Keller a été conçu pour accueillir la famille et les employés des industriels Charles Albert Keller et Henri Leleux, après l'installation de leurs ateliers dans la vallée de la Romanche en 1907. Le pavillon se trouve toujours au cœur du village. Aujourd'hui, le pavillon est dans un état de quasi-abandon et attend des investissements pour être rénové.

## Source
- Des villages de Cassini aux communes d'aujourd'hui, « Notice communale : Livet », sur ehess.fr, École des hautes études en sciences sociales.